# José Vergara Echevarría
José Vergara Echevarría (ur. 18 czerwca 1908 w Almándoz, zm. 29 września 1936 w Serinyà) – hiszpański duchowny katolicki, członek zakonu Misjonarzy Najświętszego Serca Jezusowego, męczennik, ofiara wojny domowej w Hiszpanii w latach 1936-39, błogosławiony Kościoła katolickiego.

## Życiorys
Urodził się w 1908 roku w miejscowości Almándoz. Wstąpił do zakonu Misjonarzy Najświętszego Serca Jezusowego, gdzie złożył śluby zakonne. W 1934 roku przyjął święcenia kapłańskie. Później był wykładowcą w seminarium Misjonarzy Najświętszego Serca Jezusowego. W czasie wojny domowej w Hiszpanii został zamordowany przez rozstrzelanie 29 września 1936 w Serinyà razem z innymi 6 zakonnikami. 8 lipca 2016 papież Franciszek podpisał dekret o jego męczeństwie. Beatyfikacja jego i innych 6 zakonników-męczenników odbyła się 6 maja 2017.